# السطاره
سطاره (به عربی: السطارة) یک شهرداری در الجزایر است که در استان جیجل واقع شده‌است. سطاره ۱۳٬۷۴۸ نفر جمعیت دارد.